# Shirakiopsis
Shirakiopsis är ett släkte av törelväxter. Shirakiopsis ingår i familjen törelväxter.
Kladogram enligt Catalogue of Life:
| Shirakiopsis | \| \| Shirakiopsis aubrevillei \| \| \| \| \| \| Shirakiopsis elliptica \| \| \| \| \| \| Shirakiopsis indica \| \| \| \| \| \| Shirakiopsis sanchezii \| \| \| \| \| \| Shirakiopsis trilocularis \| \| \| \| \| \| Shirakiopsis virgata \| \| \| \| |
|              | \| \| Shirakiopsis aubrevillei \| \| \| \| \| \| Shirakiopsis elliptica \| \| \| \| \| \| Shirakiopsis indica \| \| \| \| \| \| Shirakiopsis sanchezii \| \| \| \| \| \| Shirakiopsis trilocularis \| \| \| \| \| \| Shirakiopsis virgata \| \| \| \| |
|              | Shirakiopsis aubrevillei |
|              | |
|              | Shirakiopsis elliptica |
|              | |
|              | Shirakiopsis indica |
|              | |
|              | Shirakiopsis sanchezii |
|              | |
|              | Shirakiopsis trilocularis |
|              | |
|              | Shirakiopsis virgata |
|              | |